# Adolf Meyer (psychiatre)
Pour les articles homonymes, voir Meyer et Adolf Meyer.
Adolf Meyer est un psychiatre d'origine suisse, né le 13 septembre 1866 et mort le 17 mars 1950 aux États-Unis.
Il s'est fait connaître en tant que premier psychiatre en chef de l'hôpital Johns Hopkins (1910-1941). Président de l'American Psychiatric Association en 1927-1928, il a été l'une des personnalités les plus influentes de la psychiatrie dans la première moitié du vingtième siècle, notamment parce qu'il s'est attaché à recueillir des histoires de cas détaillées sur les patients. Il a supervisé la construction et le développement de la clinique psychiatrique Henry Phipps de l'hôpital Johns Hopkins, ouverte en avril 1913, en s'assurant qu'elle était adaptée à la recherche scientifique, à la formation et au traitement. Le travail de Meyer à la clinique Phipps est probablement l'aspect le plus significatif de sa carrière. Il a en particulier œuvré à relier l'approche physiologique et biologique de l'approche psychopathologique ou encore de la psychiatrie dynamique.
La principale contribution théorique de Meyer a été son idée d'ergasiologie (un terme qu'il a dérivé du grec pour "travailler" et "faire") pour décrire une psychobiologie. Celle-ci rassemblait tous les facteurs biologiques, sociaux et psychologiques ainsi que les symptômes relatifs à un patient. Il considérait que les maladies mentales étaient le produit d'un dysfonctionnement de la personnalité et non une pathologie du cerveau. Convaincu que les facteurs sociaux et biologiques de la vie entière doivent être au centre du diagnostic et du traitement, Meyer a été l'un des premiers psychologues à soutenir l'ergothérapie comme un lien important entre les activités d'un individu et sa santé mentale, et a intégré des activités et des services communautaires pour développer les compétences de la vie quotidienne des personnes,.

## Biographie

### Vie personnelle et études
Adolf Meyer est né à Niederweningen, en Suisse. Il était le fils d'un pasteur zwinglien. Meyer a obtenu son diplôme de médecine à l'Université de Zurich en 1892, où il a étudié la neurologie sous la direction d'Auguste Forel. Pendant son séjour à l'université, il a étudié à l'étranger, à Paris, Londres et Édimbourg, sous la direction de John Hughlings Jackson et de Jean-Martin Charcot. Sa thèse de doctorat, publiée en 1892, portait sur le cerveau antérieur reptilien.
Après une formation de généraliste, à l'université de Zurich il étudie la psychiatrie et l'hypnose avec Auguste Forel. Il obtient son diplôme en neuropathologie avec comme directeur de thèse Constantin von Monakov. Ses études, l'expérience vécue de la psychose transitoire de sa mère puis de sa guérison, notamment grâce au traitement de Forel, l'ont amené à considérer le rôle de l'environnement dans l'avènement des maladies psychiatriques graves. Il n'a eu de cesse de se demander comment une maladie si grave et guérissable pouvait apparaître chez quelqu'un.
Le 15 septembre 1902, il a épousé Mary Potter Brooks, de Newburgh, New York, avec qui il a eu une fille, Julia Lathrup Meyer, née le 14 février 1916.
En 1909, il est invité aux rencontres de lancé par Stanley Hall à la Clark University, et il y rencontre Sigmund Freud et Carl Gustav Jung. Il est l'un des pionniers de la psychanalyse aux États-Unis et cofondateur de l'American Psychoanalytic Association et de la New York Psychoanalytic Society en 1911.
Parfois considéré comme « Le doyen de la psychiatrie américaine », il utilise et fait connaître autant le système de classification d'Emil Kraepelin et les idées de Freud tout en se démarquant par l'importance qu'il attache à la compréhension du contexte de vie du patient qu'il consigne avec une grande quantité de détails.
Meyer est mort le 17 mars 1950, à son domicile du 4305 Rugby Road à Baltimore, Maryland, d'une crise cardiaque. Il a été enterré au cimetière de Druid Ridge à Pikesville, Maryland.

### Carrière médicale

#### Début de carrière
Ne parvenant pas à obtenir un poste à l'université en Europe, il a émigré aux États-Unis en 1892. Il y pratique et y enseigne la neurologie à l'université de Chicago où il est confronté aux idées des fonctionnalistes. Cependant, dans cette université, il ne réussit pas à trouver un poste rémunéré à temps plein, de sorte que son séjour à l'université a été de courte durée ; il y a travaillé de 1892 à 1895. En complément, de 1893 à 1895, il a été pathologiste au nouvel hôpital psychiatrique de Kankakee, dans l'Illinois, puis il a travaillé à l'hôpital d'État de Worcester, dans le Massachusetts, de 1895 à 1902, tout en publiant de nombreux articles sur la neurologie, la neuropathologie et la psychiatrie, et il a également été professeur à l'Université Clark,.

#### Époque new-yorkaise
Après avoir tenu un poste de pathologist à l'hôpital d'état de Kankakee (Illinois), il devient en 1902 directeur du Pathological Institute de l'hôpital de New York (auquel il donne son nom actuel : The Psychiatric Institute). C'est à ce moment, et au cours des années suivantes, qu'il a façonné une grande partie de la psychiatrie américaine en soulignant l'importance de tenir des dossiers détaillés sur les patients et en introduisant à la fois le système de classification d'Emil Kraepelin et les idées de Sigmund Freud. Alors qu'il travaillait dans le système hospitalier de l'État de New York, Meyer fut l'un des premiers importateurs des idées de Freud sur l'importance de la sexualité et de l'influence formatrice de l'éducation précoce sur la personnalité adulte. Meyer a trouvé beaucoup d'idées et de méthodes thérapeutiques de Freud perspicaces et utiles, mais il a rejeté la psychanalyse comme une explication étiologique globale des troubles mentaux en faveur de sa propre théorie de la psychobiologie. Il n'a jamais pratiqué la psychanalyse et l'a toujours tenue à distance de Johns Hopkins en raison de l'insistance de plus en plus dogmatique de Freud sur la causalité psychique des maladies mentales. Comme il l'a écrit dans son discours présidentiel à la 84e réunion annuelle de l'American Psychiatric Association : "Ceux qui s'imaginent que toute la psychiatrie, la psychopathologie et la thérapie doivent se résumer à une série de revendications et d'hypothèses de la psychanalyse, et qu'elles dépendent de ce que l'on pense de la psychanalyse, sont tout aussi malavisés".
Meyer a été professeur de psychiatrie à l'Université Cornell de 1904 à 1909.

#### La Clinique Phipps à Johns Hopkins
En 1908, Meyer est sollicité pour devenir le directeur d'une nouvelle clinique psychiatrique à l'hôpital Johns Hopkins, après que Henry Phipps Jr. ait fait un don de 1,5 million de dollars pour l'ouverture de la clinique. Meyer accepte l'offre, qu'il décrit comme " la plus importante chaire [en psychiatrie] dans le domaine anglophone". Il supervise la construction et le développement de la clinique et s'assure que le bâtiment est adapté à la recherche scientifique, à la formation et au traitement.
Le travail de Meyer à la clinique Phipps est sans doute l'aspect le plus significatif de sa carrière. Son modèle pour la Phipps Clinic combinait le travail clinique et le travail de laboratoire, ce qui était la première fois que ces éléments étaient combinés dans un institut psychiatrique aux États-Unis. Bien que la Phipps Clinic n'ait pas utilisé le modèle clinique d'Emil Kraepelin, Meyer a incorporé certaines des pratiques de Kraepelin dans la clinique. Ces pratiques comprennent des observations approfondies des patients et l'étude des phases présymptomatiques et rémittentes de la maladie mentale, ainsi que des périodes de maladie aiguë.
Meyer a également été professeur de psychiatrie à la Johns Hopkins School of Medicine de 1910 à 1941. Au cours de ses premières années à Johns Hopkins, Meyer a aidé à superviser le travail de quelques-uns de ses aspirants étudiants. Phyllis Greenacre, de l'université de Chicago, et Curt Richter, diplômé de Harvard, ont tous deux eu l'occasion d'étudier sous la direction de Meyer. Richter a notamment étudié le comportement des rats avec Meyer et John Watson, un psychologue comportemental. Adolf Meyer a travaillé à Johns Hopkins jusqu'à sa retraite en 1941. Meyer a également mené une étude de neuf mois sur le cerveau de Giuseppe Zangara, l'assassin qui a tiré sur le président Franklin Roosevelt et tué le maire Anton Cermak.

### Héritage

#### Honneurs et récompenses
Meyer a reçu des diplômes honorifiques de l'université de Glasgow en 1901, de l'université Clark en 1909, de l'université Yale en 1934 et de l'université Harvard en 1942. En 1942, Meyer a reçu la médaille Thomas Salmon pour services distingués en psychiatrie,.
En 1938, la clinique neuropsychiatrique de l'hôpital d'État pour les maladies mentales de Rhode Island a été baptisée du nom de Meyer,.

#### Influences personnelles
De nombreux étudiants de Meyer ont ensuite apporté des contributions importantes à la psychiatrie ou à la psychanalyse américaine, mais pas nécessairement en tant que Meyeriens. La plupart des fondateurs de la Société psychanalytique de New York avaient travaillé sous la direction de Meyer au Manhattan State Hospital, y compris son architecte en chef, Abraham Arden Brill, et Charles Macfie Campbell.
Meyer et William Henry Welch ont joué un rôle déterminant dans la fondation par Clifford Beers de la Connecticut Society for Mental Hygiene en 1908. Sous la direction de Meyer, Leo Kanner a fondé la première clinique de pédopsychiatrie des États-Unis à l'hôpital Johns Hopkins en 1930.

#### Contributions à la psychologie
La principale contribution de Meyer réside dans ses idées sur la psychobiologie, où il s'attache à traiter tous les facteurs et symptômes biologiques, sociaux et psychologiques d'un patient. Meyer a inventé le terme "ergasiologie", dont les racines grecques signifient "travailler" et "faire", comme une autre façon de classifier la psychobiologie. L'une de ses idées était que les maladies mentales étaient le produit d'un dysfonctionnement de la personnalité et non d'une pathologie du cerveau. Il a également souligné l'idée que les facteurs sociaux et biologiques qui affectent une personne tout au long de sa vie devraient être fortement pris en compte lors du diagnostic et du traitement d'un patient. Une autre contribution de Meyer est qu'il a été l'un des premiers psychologues à soutenir l'ergothérapie. Il pensait qu'il existait un lien important entre les activités d'un individu et sa santé mentale. Prenant cela en considération, il a cherché des activités et des services communautaires pour aider les gens à acquérir des compétences de vie quotidienne.
Meyer croyait fermement à l'importance de l'empirisme et a plaidé à plusieurs reprises en faveur d'une approche scientifique, et en particulier biologique, pour comprendre les maladies mentales. Il espérait que la clinique Phipps contribuerait à mettre la maladie mentale sur le même plan que toutes les autres maladies humaines. Il insistait sur le fait que la meilleure façon de comprendre les patients était de prendre en compte leurs situations de vie "psychobiologiques". Il a recadré les maladies mentales comme des "types de réaction" biopsychosociaux plutôt que comme des entités pathologiques naturelles biologiquement spécifiables. En 1906, il a recadré la démence précoce comme un "type de réaction", un ensemble discordant d'habitudes inadaptées apparues en réponse à des facteurs de stress biopsychosociaux.
Meyer s'est également impliqué dans l'Eugenics Records Office, qu'il considérait comme une extension naturelle du mouvement d'hygiène mentale qu'il avait contribué à créer. Il a siégé au conseil consultatif de l'American Eugenics Society pendant 12 ans, de 1923 à 1935. Les opinions de Meyer sur l'eugénisme n'ont pas encore été étudiées de près et son association avec l'Eugenics Record Office ne peut pas être assimilée directement à l'extrémisme de certains eugénistes, surtout si l'on tient compte du fait que le principe fondamental de la psychobiologie meyerienne contredisait le déterminisme génétique qui sous-tendait le racisme scientifique dans la première moitié du XXe siècle.

#### Publications
Meyer n'a jamais publié de manuel scolaire. Entre 1890 et 1943, il a publié environ 400 articles dans des revues scientifiques et universitaires, principalement en anglais, mais aussi dans sa langue maternelle, l'allemand, et en français. La plupart d'entre eux ont été publiés après sa mort en 1950 dans quatre volumes reliés intitulés The Collected Papers of Adolf Meyer.
- The Collected Papers of Adolf Meyer (Baltimore: Johns Hopkins University Press, 1951)
- Constructive Formulation of Schizophrenia (1922).
- The Nature and Conception of Dementia Praecox (1910).
- The Anatomical Facts and Clinical Varieties of Traumatic Insanity (1904)